# Cunicea
Cunicea è un comune della Moldavia situato nel distretto di Florești di 3.841 abitanti al censimento del 2004